# جان جیکوب
جان جیکوب (انگلیسی: John Jacob; ۱۱ ژانویهٔ ۱۸۱۲ – ۶ دسامبر ۱۸۵۸) فرد نظامی اهل بریتانیا بود.